# Luis Altamirano
Pour les articles homonymes, voir Altamirano.
 (novembre 2022).
Si vous disposez d'ouvrages ou d'articles de référence ou si vous connaissez des sites web de qualité traitant du thème abordé ici, merci de compléter l'article en donnant les références utiles à sa vérifiabilité et en les liant à la section « Notes et références ».
 (novembre 2022).
Luis Altamirano Talavera, né le 5 juillet 1867 et mort le 25 juillet 1938, il était un officier militaire chilien, ministre, vice-président de la République et enfin président de la junte gouvernementale du Chili entre 1924 et 1925.

## Biographie
Il est né à Concepción du fils d'Eulogio Altamirano Araceda et d'Antonia Adelina Talavera Appleby. Il a étudié le droit et a commencé une carrière au ministère de la Justice. Pendant la guerre civile chilienne de 1891, il rejoint l'armée du Congrès en tant que capitaine d'artillerie. Il était lieutenant-colonel à la fin, un an plus tard. Après la fin de la révolution, il quitte l'armée, pour revenir en 1897. L'année suivante, il est nommé commandant du Régiment Nº3 d'artillerie. En 1908, il est promu colonel et nommé sous-chef d'état-major général. En 1911, il est envoyé comme attaché militaire à l'ambassade du Chili à Berlin. En 1912, il est promu général de brigade et nommé inspecteur général de l'artillerie et chef d'état-major de l'armée. En 1919, il est promu général de division et nommé commandant de la IIe division. En 1922, il est nommé inspecteur général de l'armée, poste le plus élevé de l'armée à l'époque. A ce titre, il était chargé de la délégation chilienne à la prestation de serment du nouveau président argentin. Cette année-là, il a également été nommé ministre de la Guerre et de la Marine par le président Arturo Alessandri.
Le 5 septembre 1924, et à la suite de l'épisode connu sous le nom de bruit de sabre, un groupe de jeunes officiers militaires, dirigé par le colonel Marmaduque Grove et le major Carlos Ibáñez del Campo, a exigé du président Arturo Alessandri le renvoi de trois de ses ministres, dont le ministre de la Guerre ; la promulgation d'un code du travail, l'adoption d'une loi sur l'impôt sur le revenu et l'amélioration des salaires militaires. Alessandri n'a eu d'autre choix que de nommer le général Altamirano, alors chef de l'armée, ministre de l'Intérieur à la tête d'un nouveau cabinet. Le 8 septembre, le général Altamirano s'est présenté devant le Congrès pour exiger l'adoption de huit lois, dont le code du travail d'Alessandri et la proposition d'impôt sur le revenu. Le Congrès n'a pas osé protester et les lois ont été adoptées en quelques heures.
À ce moment-là, Alessandri a estimé qu'il n'était devenu qu'un pion de l'armée et le 9 septembre, il a démissionné et a demandé l'asile à l'ambassade des États-Unis. Le général Altamirano devient vice-président (poste réservé, en l'absence de président, au ministre de l'Intérieur, selon la constitution chilienne. ) Le Congrès a refusé d'accepter la démission d'Alessandri et lui a plutôt accordé un congé constitutionnel de six mois. Alessandri a quitté le pays immédiatement pour l'Italie.
Le 11 septembre, le général Altamirano établit une junte militaire pour gouverner le pays, avec le vice-amiral Francisco Nef et le général Juan Pablo Bennett, conservant le poste de président. Il a assumé des pouvoirs dictatoriaux et a procédé à la fermeture du Congrès. Pendant son règne conservateur, il a tenté plusieurs mesures pour contrôler la crise économique et réformer la bureaucratie locale. Néanmoins, il perdit la confiance du "comité militaire" qui l'avait élevé au pouvoir, et fut renversé et arrêté par un autre coup d'État militaire le 23 janvier 1925. Le 6 février 1925, il se retire du service actif et meurt à Santiago en 1938.